# جريناي (باد كاليه)
جريناي، باد كاليه (بالفرنسية: Grenay, Pas-de-Calais)‏ هي بلدية تقع في إقليم باد كاليه من منطقة نور با دو كاليه في شمال فرنسا. تبلغ مساحة هذه المدينة 3.22 (كم²)، وترتفع عن سطح البحر 60 م، يبلغ عدد سكانها 6427 نسمة حسب إحصاء المعهد الوطني للإحصاء والدراسات الاقتصادية سنة 2009 م. وترأس Christian Champiré البلدية خلال فترة (2008-2014).